# Anaperochernes chilensis
Anaperochernes chilensis är en spindeldjursart som beskrevs av Beier 1964. Anaperochernes chilensis ingår i släktet Anaperochernes och familjen blindklokrypare. Inga underarter finns listade i Catalogue of Life.